# Stadion ha-Moszawa
Stadion ha-Moszawa (hebr. אצטדיון המושבה, Itztadion Ha-Moszawa) – stadion piłkarski w mieście Petach Tikwa w Izraelu.
Został otwarty w 2011 roku po dwóch latach budowy, zastępując zamknięty w 2010 roku Stadion Miejski. Pojemność stadionu to 11 500 miejsc. Na stadionie swoje mecze domowe rozgrywają miejscowe kluby Hapoel Petach Tikwa oraz Maccabi Petach Tikwa.
Jako część większego parku sportowego w nowej strefie przemysłowej miasta, kompleks również pochwalić wielofunkcyjną arenę na 3000 miejsc i sztucznymi polami treningowymi z murawą.
W Petach Tikwa rozpoczęła się dyskusja na temat nazwy stadionu. Niektórzy mieszkańcy chcieli go nazwać Rosz Ha-Zachaw (złota głowa), inni nazwać go na cześć piłkarza miejscowego klubu Hapoel Petach Tikwa i reprezentacji Izraela Nachuma Stelmacha. Ostatecznie został nazwany Ha-Moszawa po przydomku miasta Petach Tikwa – Em HaMoszawot (Matka Moszawot).
Na stadionie również swoje mecze rozgrywała reprezentacja Izraela oraz kluby grające w europejskich pucharach.

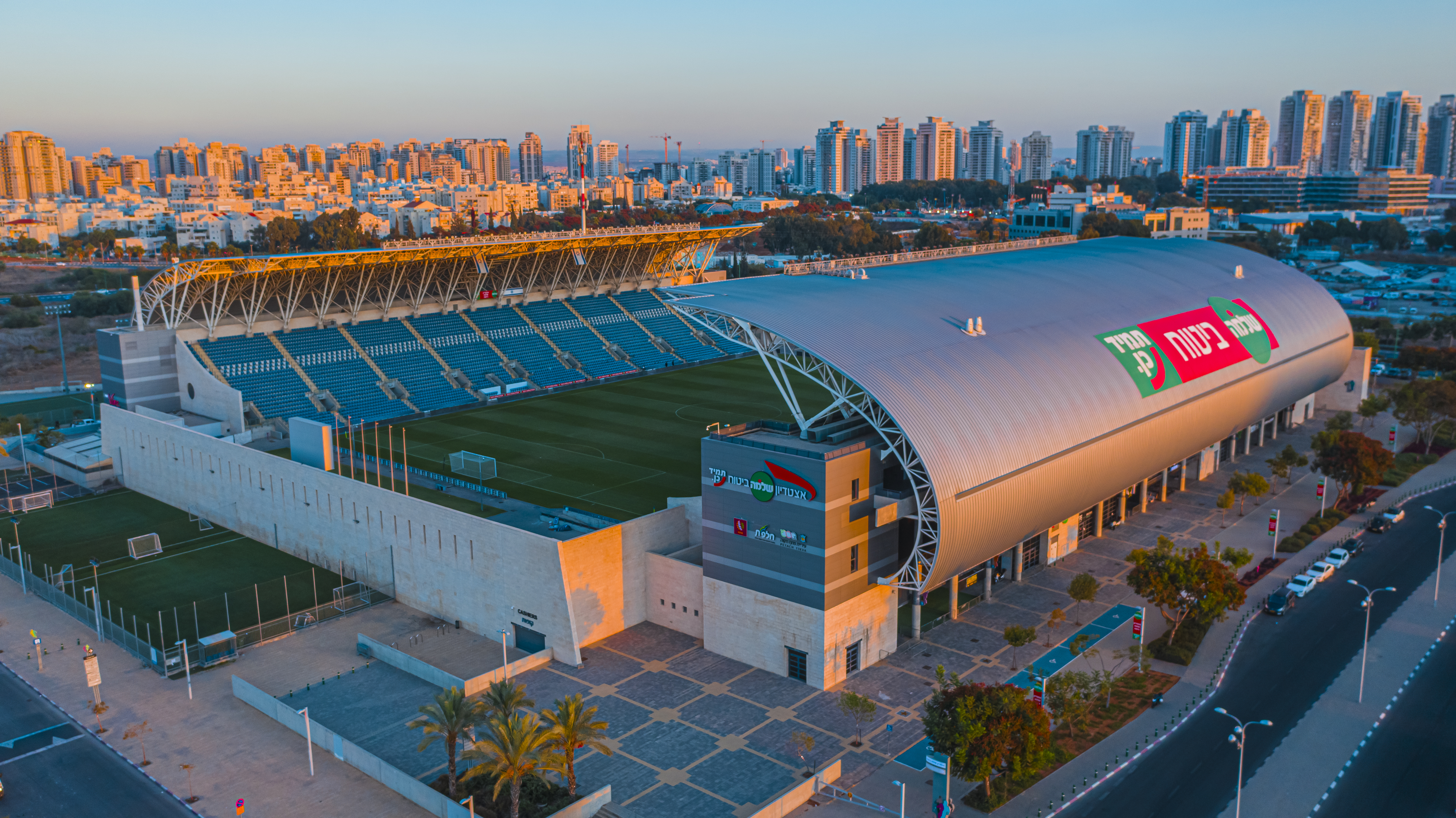
Stadion w 2021